# Microsargane vittata
Microsargane vittata är en insektsart som beskrevs av Fowler 1897. Microsargane vittata ingår i släktet Microsargane och familjen spottstritar. Inga underarter finns listade i Catalogue of Life.